# 不明
| ウィキペディアには「不明」という見出しの百科事典記事はありません（タイトルに「不明」を含むページの一覧/「不明」で始まるページの一覧）。 代わりにウィクショナリーのページ「不明」が役に立つかもしれません。 |